# Magnus Staehler
Magnus Staehler (* 1957 oder 1958) ist ein deutscher ehemaliger Kommunalpolitiker.  Er war von 1994 bis 2009 Bürgermeister von Langenfeld (Rheinland).

## Leben
Staehler machte 1977 sein Abitur am Athenaeum Stade. Er war von 1977 bis 1979 Zeitsoldat, Offizieranwärter und Offizier, danach Reserveoffizier.
Von 1980 bis 1986 studierte er Rechtswissenschaft an der Universität Hamburg und durchlief danach eine Ausbildung zum Diplom-Verwaltungswirt an der Fachhochschule des Bundes. Von 1986 bis 1996 war er als Mitarbeiter der Stadtverwaltung in Leverkusen im Bereich Organisation und Personalwirtschaft beschäftigt. 1989 wurde er Mitglied des Stadtrates der Stadt Langenfeld (Rheinland). Von 1994 bis 1996 war Staehler ehrenamtlicher Bürgermeister und von 1996 bis 2009 hauptamtlicher Bürgermeister der Stadt Langenfeld (Rheinland). Danach wurde er freiberuflicher Berater.

## Veröffentlichungen
- 2009: 1-2-3 Schuldenfrei. Linde, Wien, ISBN 978-3-7093-0226-2[4]